# 6980 Kyusakamoto
6980 Kyusakamoto este un asteroid din centura principală de asteroizi.

## Descriere
6980 Kyusakamoto este un asteroid din centura principală de asteroizi. A fost descoperit pe 16 septembrie 1993 la Kitami de Kin Endate și Kazuro Watanabe. Asteroidul prezintă o orbită caracterizată de o semiaxă mare de 2,83 ua, o excentricitate de 0,05 și o înclinație de 3,3° în raport cu ecliptica.